# Port Hill
Port Hill est une communauté du Canada située dans le comté de Prince, sur l'Île-du-Prince-Édouard. Elle se trouve au sud-est d'Ellerslie.